# Fastest Man Alive
Fastest Man Alive es el segundo episodio de la primera temporada de la serie estadounidense de drama y ciencia ficción, The Flash. El episodio fue escrito por Andrew Kreisberg y Geoff Johns, basados en la historia de  Greg Berlanti y Andrew Kreisberg y dirigido por David Nutter. Fue estrenado el 14 de octubre de 2014 en Estados Unidos por la cadena CW.

## Argumento
Barry acompaña a Iris a una gala en honor de Simon Stagg. Cuando seis hombres armados irrumpen en el lugar, Flash aparece e intenta detenerlos pero se desmaya antes de poder hacerlo. Mientras el Dr.Harrison Wells, Caitlin y Cisco intentan averiguar qué está mal con Barry, Joe se preocupa porque Barry puso su vida en peligro. Más tarde, Barry descubre que no eran seis hombres sino Danton Black/Multiplex, un metahumano con la capacidad de multiplicarse. Mientras tanto, Iris se intriga más por la aparición de el Rayo.

## Elenco
- Grant Gustin como Barry Allen/ The Flash.
- Candice Patton como Iris West.
- Danielle Panabaker como Caitlin Snow.
- Rick Cosnett como Eddie Thawne.
- Carlos Valdés como Cisco Ramón.
- Tom Cavanagh como Harrison Wells.
- Jesse L. Martin como Joe West.

## Recepción

### Espectadores
El episodio fue visto por 4,27 millones de espectadores con una calificación de 1,7 en la demografía 18-49. Esta fue una disminución del 12% en la audiencia del piloto, que fue visto por 4.83 millones de espectadores con una calificación de 1.9 en la demografía 18-49. The Flash se ubicó como el programa más visto en The CW en el día, superando a Supernatural y también como el más visto en la semana, superando a Arrow. The CW volvió a emitir el episodio al día siguiente, el miércoles 15 de octubre de 2014, después de Arrow. El episodio fue visto por 1,67 millones de espectadores y alcanzó una calificación de 0,5 para adultos entre 18 y 49 años.

### Revisiones críticas
"Fastest Man Alive" recibió reseñas positivas de los críticos. Jesse Schedeen de IGN le dio al episodio un "gran" 8,6 sobre 10 y escribió en su veredicto, " The Flash solo mejoró en su segundo episodio. El programa se beneficia de un claro sentido de confianza, ya que establece el mundo de Barry Allen y sus relaciones tanto con el equipo de STAR Labs como con la familia West. El programa tiene su parte de drama, pero también mucha acción de superhéroes y un sentido general de diversión alegre. Claro, sería bueno si los escritores desarrollaran más a sus villanos antes de matarlos, pero es de esperar que ese problema se solucione con el tiempo".
Scott Von Doviak de AV Club le dio al episodio una calificación de "B +" y escribió: "Con el trabajo pesado de establecer el origen, el mundo y el reparto de apoyo de Flash," Fastest Man Alive "nos da una mejor idea. de qué esperar de The Flash de una semana a otra. Si ya no estaba claro que la versión de televisión no rehuirá los aspectos de ciencia ficción de los cómics, este segundo episodio lo hace innegable ya que Scarlet Speedster se enfrenta a un villano que puede auto- replicar en docenas, incluso cientos de copias de sí mismo".
Canciller de Agard EW afirmó: "En retrospectiva, el estreno de la serie The Flash podría no haber sido tan bueno como todos pensaron que era. Es cierto que fue genial tener finalmente una adaptación de DC Comics que respetara y confiara en el material original lo suficiente como para no hacer que el programa fuera 'oscuro' y 'arenoso' para que fuera aceptable para el público. Sin embargo, con todo este entusiasmo, era fácil pasar por alto cómo el piloto no siempre encajaba por completo. Hubo varios momentos emocionantes y bien ejecutados, pero también hubo muchas cosas que no funcionaron (la mayoría del elenco de apoyo y el diálogo). El episodio de esta semana, sin embargo, lo compensa y es una mejor indicación de lo que los poderes que están detrás de Flash son capaces de hacer con el personaje".
Alan Sepinwall de HitFix escribió: "En general, sin embargo, Fastest Man Alive siguió en gran medida la fórmula televisiva de 'repetir el piloto 5 o 6 veces hasta que la audiencia comprenda de qué se trata el programa'. No todos los ritmos de la historia eran idénticos, pero bastantes de ellos lo eran, incluido Barry que necesitaba un discurso inspirador de un mentor para vencer al chico malo, el Monstruo de la semana muriendo y Harrison Wells nuevamente demostrando la capacidad de caminar y el conocimiento del futuro en la escena final, que espero que el equipo creativo cambie las cosas pronto".